# Newington (Oxfordshire)
Pour les articles homonymes, voir Newington.
Newington est une paroisse civile et un village de l'Oxfordshire, en Angleterre.